# The Who
The Who je angleška rock skupina, ustanovljena leta 1964. Njeni prvotni člani so bili: Roger Daltrey (vokali), Pete Townshend (kitara), John Entwistle (bas kitara) in Keith Moon (bobni). Skupina je postala znana po svojih energičnih nastopih, rock operah in tematskih albumih. Leta 1990 so bili sprejeti v Hram slavnih rokenrola. Veljajo za eno najvplivnejših rock skupin 60. in 70. let dvajsetega stoletja.
The Who so bolj kot kdorkoli drug (pred njimi) spremenili rock’n’roll v »orožje generacije«, ki je spreminjala svet v šestdesetih letih. Napetost med generacijami so izražali v »himnah« mladih: My Generation, The Kids Are Alright in predelavo skladbe Eddie Cochrana Summertime Blues. Bojevitost je postala zaščitni znak skupine. Vrtenje mikrofona Daltreya, Townshendovo razbijanje kitar in opreme, Moonove vragolije vseh vrst, so bile prispodobe delavskega razreda mladih v Britaniji. Postali pa so več kot le podobe. S koncem modernističnega gibanja (mod) se je Townshend usmeril v bolj avanturistične glasbene smeri, kar je kulminiralo s prvo “pravo” rock opero Tommy (1969) (kar S.F. Sorrow skupine Pretty Things prav gotovo ni bila). S to potezo se je skupina čez noč prelevila iz skupine za mase v izbor mladih intelektualcev. Po albumu Tommy je nastal tudi eden najboljših koncertnih albumov Live At Leeds in leto kasneje še Who's Next, za večino še vedno najboljši Who album. Okrepljeno z uspehom se je Townshendovo pisanje skladb obrnilo še bolj v izpoved lastnih doživetij in samoraziskovanja. Sledila sta albuma Quadrophenia in Who Are You (zadnji album z Moonom, ki umre še isto leto), z njima pa tudi konfliktno obnašanje med člani skupine, ki jih je še okrepila Townshendova odvisnost od alkohola in mamil. Razen Daltreya sta težave z alkoholom in mamili imela tudi John Entwistle in Keith Moon.
Vsi člani skupine so v tem obdobju izdali solo albume, v katerih so na svojstven način komunicirali med seboj. Leta 1978 je skupina izgubila svojega bobnarja Moona, nadomestil ga je Kenny Jones (ex Small Faces). V osemdesetih je sledilo nekaj turnej in nastopov. Leta 1989 tudi jubilejna – ob 25 letnici skupine.
Sredi devetdesetih je zanimanje za skupino spet poraslo z Broadwaysko postavitvijo Tommyja. Sledile so nove turneje po Britaniji in ZDA. Leta 2002 je umrl John Entwistle in ostala sta le dva ustanovna člana skupine, prvič po več letih pa je skupina objavila dva nova posnetka. Sledila pa je dolgo pričakovana izdaja albuma Endless Wire (2006). Sledile so turneje po ZDA in Evropi, 2008 pa ponovno po Japonski.